# إميل ميرلين
إميل ميرلين هو عالم فلك ورياضياتي بلجيكي، ولد في 12 أكتوبر 1875 في مونس في بلجيكا، وتوفي في 29 يوليو 1938 في لو بور دوازان في فرنسا.